# Cyclopsitta gulielmitertii
Cyclopsitta gulielmitertii е вид птица от семейство Папагалови (Psittaculidae).

## Разпространение
Видът е разпространен в Индонезия.